# 2781 Kleczek
2781 Kleczek este un asteroid din centura principală, descoperit pe 19 august 1982 de Zdeňka Vávrová.